# Henric Ståhl
Georg Henric Emanuel Ståhl, född den 18 april 1868 i Svarttorps församling, Jönköpings län, död den 30 mars 1919 i Umeå, var en svensk militär. 
Ståhl blev underlöjtnant vid Smålands husarregemente 1889. Efter att ha genomgått krigshögskolan 1892–1894 befordrades han till löjtnant vid regementet 1898 och ryttmästare där 1906. Ståhl var lärare vid krigsskolan 1899–1902 och vid ridskolan 1906–1907. Han blev kapten vid generalstaben 1907 och major där 1910, efter att ha varit ryttmästare vid Livregementets husarer 1908–1910. Ståhl var stabschef hos kavalleriinspektören 1907–1908 och 1910–1913. Han blev major vid Skånska dragonregementet 1913, överstelöjtnant 1914 samt överste och chef för Norrlands dragonregemente 1917. Ståhl blev riddare av Svärdsorden 1910.
Ståhl var son till prosten och riksdagsmannen Carl Henric Ståhl och Ingeborg Samsioe. Han var gift med grevinnan Elsa Margareta Bonde, som var dotter till Gustaf Fredrik Bonde och Ida Marryat. Makarna vilar på Mörkö kyrkogård.